# Logo Ali
Logo Ali é o segundo álbum de estúdio do cantor brasileiro Bemti. Foi lançado em 30 de setembro de 2021 independentemente pelo artista e sucedendo o era dois (2018). O álbum foi produzido por Luis Calil e Pedro Altério. 

## Composição e gravação
Em 2018, Bemti lançou o seu primeiro álbum de estúdio era dois recebendo grande apreço pela crítica. Após a repercussão do primeiro álbum, ainda em turnê promovendo o album , Bemti começou a produção do seguinte, submentendo o seu projeto para o fomento lançado pela Natura, Natura Musical, e sendo escolhido para produção em 2019. A composição do Logo Ali começou com a canção “Eu Te Dei Tudo Que Eu Sou” no final de 2018.
O álbum foi gravado no estúdio Ilha do Corvo em Belo Horizonte, FLAP Studios em São Paulo, entre Setembro de 2020 e Maio de 2021.
Para a composição do Logo Ali, Bemti utilizou de influências como as canções “Evocação das Montanhas” do album Anima de Milton Nascimento “Perth” de Bon Iver e “Little Bear” de Guillemots  com o uso da - já conhecida no seu estilo - viola caipira de 10 cordas. Outros elementos foram utilizados no álbum, como o canto do pássaro Saci com vocoder sobre a voz de Bemti.
A temática do álbum de acordo com Bemti para a Revista UBC a ideia surgiu da vontade de falar sobre algo que pode acontecer de forma grandiosa, como um apocalipse, uma utopia. Entrando na pandemia de Covid-19, o álbum tomou um rumo sobre algo que não se sabe onde chegar, se haverá um depois, o que ele descreveu como "tropical pesado".
Após dois anos em produção, o álbum foi lançado em 30 de setembro de 2021 contendo 12 faixas com a participação de artistas como Jaloo que faz parte da canção "Catastrópicos!" lançada como single em 23 de novembro de 2020 para divulgação do álbum, Fernanda Takai cantando em "Quando o Sol Sumir" com single lançado em 24 de novembro de 2021 , Marcelo Jeneci que foi convidado para gravar a sanfona presente em "Livramento" e sendo co-produtor da trilha.
Em 2021, Logo Ali figurou na lista dos 50 melhores álbuns de 2021 escolhidos pela Associação Paulista de Críticos de Arte (APCA).
Em 30 junho de 2022, o álbum foi lançado em versão em vinil, e em 27 de outubro de 2023, a versão comemorativa em instrumental foi lançada digitalmente, encerrando o ciclo do álbum.

## Alinhamento de faixas
Todas as faixas escritas por Bemti exceto onde notado
| N.º            | Título                                                                                           | Duração |  |
| 1.             | "Canto Cerrado"                                                                                  | 3:51    |  |
| 2.             | "Livramento"                                                                                     | 3:00    |  |
| 3.             | "Catastrópicos! (com Jaloo)" (Bemti, Nina Oliveira)                                              | 3:48    |  |
| 4.             | "Se Entrega!"                                                                                    | 3:08    |  |
| 5.             | "Quando o Sol Sumir (com Fernanda Takai)" (Bemti, Roberta Campos)                                | 3:44    |  |
| 6.             | "Não Tava Nos Meus Planos" (Bemti, Pedro Altério)                                                | 3:35    |  |
| 7.             | "Salvador (Interlúdio) (com Josyara)"                                                            | 1:07    |  |
| 8.             | "Habitat"                                                                                        | 3:26    |  |
| 9.             | "Eu Te Dei Tudo Que Eu Sou"                                                                      | 3:46    |  |
| 10.            | "Samba! (com ÀVUÀ)"                                                                              | 3:27    |  |
| 11.            | "Do Outro Lado (Mantra Tornado Grito) (com Hélio Morais)" (Bemti, Barro e Murais (Hélio Morais)) | 4:14    |  |
| 12.            | "De Tanto Esperar"                                                                               | 3:02    |  |
| Duração total: | Duração total:                                                                                   | 40:08   |  |